# Молдавија на Светском првенству у атлетици на отвореном 2019.
Молдавија је учествовала на 17. Светском првенству у атлетици на отвореном 2019.  одржаном у Дохи од 27. септембра до 6. октобра четрнаести пут, односно учествовала је под данашњим именом на свим првенствима од 1993. до данас. Репрезентацију Молдавије је представљало 4 учесника (1 мушкарца и 3 жена) који су се такмичили у 4 дисциплине (1 мушка и 3 женске).,.
На овом првенству такмичари Молдавије нису освојили ниједну медаљу нити су остварили неки резултат. У табели успешности према броју и пласману такмичара који су учествовали у финалним такмичењима (првих 8 такмичара) Молдавија је са једним учесником у финалу делила 51 место са 5 бодова.
| Плас. | Земља     | 1. место | 2. место | 3. место | 4. место | 5. место | 6. место | 7. место | 8. место | Бр. финал. | Бод. |
| ----- | --------- | -------- | -------- | -------- | -------- | -------- | -------- | -------- | -------- | ---------- | ---- |
| =51   | Молдавија | 0        | 0        | 0        | 1        | 0        | 0        | 0        | 0        | 1          | 5    |

## Учесници
| Мушкарци: - Сергеј Маргијев — Бацање кладива | Жене: - Димитриана Сурду — Бацање кугле - Александра Емилијанов — Бацање диска - Залина Петривскаја — Бацање кладива |

## Резултати

### Мушкарци
| Атлетичар       | Дисциплина     | Лични рекорд | Квалификације | Квалификације | Финале               | Финале  | Детаљи |
| Атлетичар       | Дисциплина     | Лични рекорд | Резултат      | Место         | Резултат             | Место   | Детаљи |
| --------------- | -------------- | ------------ | ------------- | ------------- | -------------------- | ------- | ------ |
| Сергеј Маргијев | Бацање кладиво | 78,72 НР     | 74,28         | 8. у гр. Б    | Није се квалификовао | 16 / 31 |        |

### Жене
| Атлетичарка           | Дисциплина     | Лични рекорд | Квалификације | Квалификације | Финале                | Финале       | Детаљи |
| Атлетичарка           | Дисциплина     | Лични рекорд | Резултат      | Место         | Резултат              | Место        | Детаљи |
| --------------------- | -------------- | ------------ | ------------- | ------------- | --------------------- | ------------ | ------ |
| Димитриана Сурду      | Бацање кугле   | 18,83        | 18,71 КВ, ЛРС | 3. у гр. Б    | 17,64                 | 12 / 27      |        |
| Александра Емилијанов | Бацање диска   | 61,62        | 67,05         | 14. у гр. А   | Није се квалификовала | 28 / 29 (30) |        |
| Залина Петривскаја    | Бацање кладива | 74,70 НР     | 73,40 КВ      | 2. у гр. Б    | 74,33                 | 4 / 30       |        |